# Калгач
Калгач (устар. Кайгач) — река в России, протекает по территории Северного района Новосибирской области. Устье реки находится в 501 км по правому берегу реки Тартас. Длина реки — 26 км.

## Данные водного реестра
По данным государственного водного реестра России относится к Иртышскому бассейновому округу, водохозяйственный участок реки — Омь, речной подбассейн реки — Омь. Речной бассейн реки — Иртыш.